# 莫拉·歐哈羅蘭
莫拉·歐哈羅蘭（英語：Maura O'Halloran，1955年5月24日—1982年10月22日)，生於美國波士頓，佛教比丘尼，為禪宗僧侶。

## 生平
出身愛爾蘭裔家庭。
24歲時，莫拉·歐哈羅蘭放棄她在波士頓的餐廳女侍工作，至日本學習禪宗。她在日本京都的禪宗寺院學習禪宗三年，並出家成為比丘尼。
在她成為被印可的禪宗師父後，她原本決定回到愛爾蘭傳授禪法，但她因交通意外在泰國過世，得年27歲。

## 著作
Pure Heart, Enlightened Mind。